# Rachael Cohen
Rachael Cohen (* um 1990) ist eine britische Musikerin (Altsaxophon, Komposition) des Modern Jazz.

## Leben und Wirken
Cohen stammt von den Shetlandinseln und begann ihre musikalische Ausbildung am Klavier im Alter von vier Jahren. Fünf Jahre später wechselte sie zum Saxophon und beschäftigte sich früh mit Improvisation. Als sie zwölf Jahre alt war, zog ihre Familie von den Shetlands nach Edinburgh, wo sie die Musikschule der Stadt Edinburgh besuchte. Dort studierte sie bei Martin Kershaw und der Pianistin Lynda Cochrane. In den folgenden Jahren spielte Cohen Altsaxophon sowohl im National Youth Jazz Orchestra of Scotland als auch im Youth Jazz Orchestra von Tommy Smith; des Weiteren arbeitete sie mit Joe Locke, Arild Andersen, Michael Janisch, Ryan Quigley und Mark Bassy und Mark Lockheart. Sie gastierte auch auf dem Jazz-Festivals von Edinburgh, Glasgow und London sowie auf dem der IAJE-Konvention in Toronto.
2006 erhielt Cohen ein Stipendium für Jazz-Studien am Birmingham Conservatoire, wo sie bei Julian Siegel, Jean Toussaint, Mike Williams, Hans Koller und Tony Levin  studierte. Außerdem spielte sie bei ihren lokalen Engagements mit Dave Holland, George Garzone, Lee Konitz, Donny McCaslin, Ingrid Laubrock, Larry Grenadier und Jon Irabagon. Als Lead-Altsaxophonistin wirkte sie in einer Reihe von Big-Band-Projekten internationaler Künstler wie John Hollenbeck und Mike Gibbs mit. 2012 nahm Rachael Cohen ihr von der Kritik gefeiertes Debütalbum Halftime auf, das bei Whirlwind Recordings erschien; das MOJO-Magazin schrieb: „Eine verführerische, unverdünnte Kammerjazzatmosphäre, in der Cohen mit Artikulation und Witz über ihre eigenen unvorhersehbaren Akkordstrukturen tanzt und Desmonds Coolness, Konitz’ Eigenart und Colemans lyrische Adstringenz elegant miteinander verbindet.“ 2020 leitete Cohen ein Quartett mit Conor Chaplin (Bass), Tom Cawley (Piano) und Marc Michel (Schlagzeug).

## Diskographische Hinweise
- Halftime (Whirlwind Recordings, 2013, mit Phil Robson, Calum Gourlay, Jim Bashford)